# Amber Janssens
Amber Janssens (21 oktober 1995) is een Belgische actrice en presentatrice. 

## Biografie
Janssens volgde een theateropleiding aan het Lemmensinstituut. Daarnaast behaalde ze ook een masterdiploma journalistiek. Ze werkte op de VRT Nieuwsdienst. Vanaf september 2020 was ze een van de presentatoren van Karrewiet. Eind 2022 stopte ze bij Karrewiet.
In 2019 speelde ze in Geub de rol van Hanne Watté, een Miss Belgian Beauty-kandidate over wie hoofdrolspeler Philippe Geubels het peterschap krijgt. Een jaar later debuteerde ze in het tweede seizoen van Dertigers, waar ze de rol van Claire speelt. Ze speelde ook de rol van Isa in Hoodie.
Sinds 2022 presenteert ze Filmfestival Oostende. 

## Televisie
| Jaar      | Serie             | Rol             | Opmerking |
| --------- | ----------------- | --------------- | --------- |
| 2018      | Gevoel voor tumor |                 | Gastrol   |
| 2019      | Geub              | Hanne Watté     | Hoofdrol  |
| 2020      | Glad IJs          | Moutainbikester | Gastrol   |
| 2020-2021 | Dertigers         | Claire          | Hoofdrol  |
| 2020-2022 | Hoodie            | Isa(beau)       | Bijrol    |
| 2020      | De Shaq           |                 | Bijrol    |
| 2022      | La Graine         |                 | Bijrol    |
| 2023      | Dansaertvlamingen |                 | Bijrol    |